# Handan Iron and Steel
Handan Iron and Steel (HISG) ist ein chinesisches Unternehmen mit Firmensitz in Handan, Hebei. Das Unternehmen war t im Aktienindex SSE 50 gelistet. HISG produziert Eisen und Stahl unterschiedlicher Sorten. Das Unternehmen wurde 1958 gegründet.
2008 fusionierte das Unternehmen mit dem staatlichen, chinesischen Stahlproduzenten Tangsteel (Tangshan Iron and Steel).

## Weblink
- Offizielle Website von HISG